# 巴西裸背電鰻
巴西裸背電鰻，為輻鰭魚綱電鰻目裸背電鰻科的其中一種，為熱帶淡水魚，分布於南美洲巴西淡水流域，體長可達17.9公分，棲息在底中層水域，生活習性不明。

## 亚种
- Gymnotus carapo australis[1]
- Gymnotus carapo caatingaensis
- 指名亚种 Gymnotus carapo carapo
- 西方亚种 Gymnotus carapo occidentalis
- 东方亚种 Gymnotus carapo orientalis
- Gymnotus carapo septentrionalis Craig, Crampton & Albert, 2017